# Општина Чербал (Хунедоара)
Чербал (рум. Cerbăl) општина је у Румунији у округу Хунедоара.
Oпштина се налази на надморској висини од 827 m.